# 肖鋼

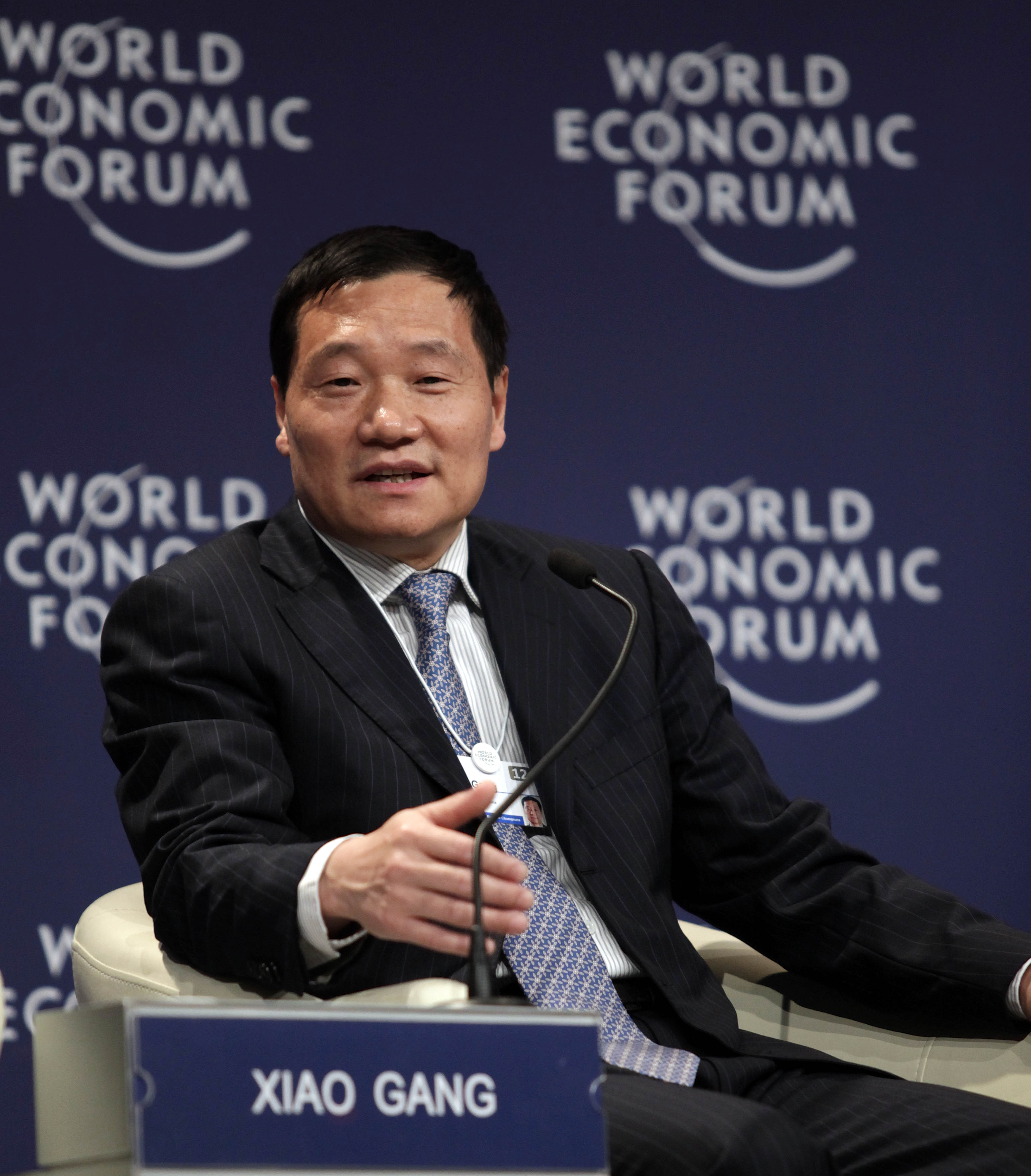

肖 鋼（しょう こう、Xiao Gang、1958年 - ）は、中華人民共和国湖南省長沙市生まれの銀行家。本名は蕭鋼。2013年から2016年まで中国証券監督管理委員会主席を務めたほか、中国銀行、中銀香港会長を歴任した。

## 略歴
- 1981年：湖南財経学院（現・湖南大学）を卒業。
- 1996年：中国人民大学法学修士学位を取得後、同年10月に中国人民銀行行長助理に就任。
- 1998年10月：中国人民銀行副行長に就任。
- 2013年3月：中国証券監督管理委員会主席に就任。（～2016年2月）[1]